# 帕庫查區
13°36′29″S 73°20′38″W / 13.60806°S 73.34389°W
帕庫查區（西班牙語：Distrito de Pacucha），是秘魯的一個區，位於該國南部阿普里馬克大區的安達韋拉斯省，始建於1963年8月21日，面積170.4平方公里，海拔高度3,125米，2005年人口10,018，人口密度每平方公里59人。